# Bab Buelens
Bab Buelens (Begijnendijk, 23 mei 1994) is een Belgische zangeres, model, actrice en presentatrice. Ze verwierf bekendheid dankzij haar deelname aan de voorronde van Junior Eurovisiesongfestival in 2007, waar ze van 2008 tot 2010 ook in de Belgische jury van de internationale jury zat.

## Biografie
Buelens studeerde enerzijds taal- en letterkunde Engels en Italiaans aan de KU Leuven en anderzijds taal- en letterkunde Nederlands - Theater, film- en literatuurwetenschap aan de Universiteit Antwerpen, waar ze in 2017 afstudeerde.
Buelens verscheen voor het eerst in 2007 op televisie. Met haar nummer Laat mij gerust nam ze deel aan de Belgische voorrondes voor het Junior Eurovisiesongfestival 2007. Ze overleefde de voorrondes en schopte het tot in de finale, hier moest ze enkel Trust laten voorgaan.
Nadien bracht ze vijf singles uit. Bij het tijdschrift For Girls Only! werd Buelens' eerste cd gratis aangeboden. Buelens was ook een van de kinderen in de documentaire Sounds like teen spirits: a popumentary, een documentaire over het Junior Eurovisiesongfestival in 2007. Ook deed zij mee aan de eerste editie van Ketnetpop, waar ze onder meer de nummers Laat mij gerust en Zo is er maar één zong. Ze was de jongste zangeres die ooit op Vtm live stond. In 2010 sloot ze voorts een contract met platenlabel SonicAngel, dat in hetzelfde jaar opgericht was door Maurice Engelen en Bart Becks. In 2011 bracht ze een Engelstalige single uit, getiteld Wounds.
In 2011 was Buelens voor het eerst te zien als actrice en nam ze de rol van Sofie in de serie Skilz voor haar rekening. De reeks kreeg in 2012 een tweede seizoen. In het najaar van 2014 werd Buelens presentatrice bij kinderzender vtmKzoom. Vanaf december dat jaar vertolkte ze Emma Verdonck in de VTM-serie Familie. Haar laatste scènes kwamen in augustus 2019 op het scherm.
Na haar vertrek bij Familie kreeg Buelens voor enkele maanden een vaste rubriek in de VTM-talkshow Wat een dag.
Eind 2019 dook ze op in de film F.C. De Kampioenen 4: Viva Boma, waarin ze als Dominique (Niki) de dochter van personage Dimitri De Tremmerie vertolkte. Ook dat jaar was ze samen te zien met Sean Dhondt in Blind Getrouwd: Naspel op VTM GO.
In juni 2020 ging ze dan weer aan de slag als radiopresentatrice bij Qmusic. Echter drie weken nadat ze begon, stopte het ochtendprogramma van haar en Vincent Fierens, doordat Fierens zich wou concentreren op zijn nieuwe avondprogramma van dat najaar.
Ze nam twee keer deel (in seizoen 1 en 2) aan het programma Code van Coppens met haar vriend Vincent Banić.
Op 25 december 2020 vertolkte ze opnieuw de rol van Niki De Tremmerie in de kerstspecial van FC de Kampioenen.

## Carrière

### Presentatrice
- Blind Getrouwd: Naspel (2019) - samen met Sean Dhondt
- Dancing with the Stars (2018) - backstage

### Programma's
- De Dag van Vandaag (2022, 2024) - als zichzelf
- De positivo's (2020) - als zichzelf
- Code Van Coppens (2019-2021) - samen met Vincent Banic (2019 & 2020) en Giovanni Kemper (2021)
- Steracteur sterartiest (2017) - kandidate
- Fata Morgana (2008)
- Junior Eurovisiesongfestival (2007) - kandidate

### Tv-series
- F.C. De Kampioenen: Kerstspecial (2020) - als Niki De Tremmerie
- Allemaal Chris (2017) - als zichzelf
- Professor T (2016) - als student
- Familie (2014-2019) - als Emma Verdonck
- Skilz (2011-2012) - als Sofie Verlinden

### Filmografie
- F.C. De Kampioenen 4: Viva Boma - als Niki De Tremmerie

### Discografie
| Single met hitnotering(en) in de Vlaamse Ultratop 50 | Datum van verschijnen | Datum van binnenkomst | Hoogste positie | Aantal weken | Opmerkingen |
| ---------------------------------------------------- | --------------------- | --------------------- | --------------- | ------------ | ----------- |
| Laat mij gerust                                      | 2007                  | 20-10-2007            | 25              | 5            |             |
| Zo is er maar één                                    | 2008                  | 22-03-2008            | 46              | 1            |             |
| Zonnebril                                            | 2008                  | onbekend              | -               | -            |             |
| Kom op!                                              | 2008                  | onbekend              | -               | -            |             |
| Heartbreak                                           | 2009                  | onbekend              | -               | -            |             |
| Ze lijkt op mij                                      | 2010                  | onbekend              | -               | -            |             |
| Kids zijn ok                                         | 2010                  | onbekend              | -               | -            |             |
| Gedaan                                               | 2010                  | onbekend              | -               | -            |             |
| Jij weet                                             | 2010                  | onbekend              | -               | -            |             |
| Nooit vergeten                                       | 2010                  | onbekend              | -               | -            |             |
| Tot in de eeuwigheid                                 | 2010                  | onbekend              | -               | -            |             |
| Wounds                                               | 2011                  | 21-04-2011            | -               | -            |             |

## Privé
Sinds 2019 heeft Buelens een relatie met Vincent Banić. Nadat het koppel in 2021 waren verloofd, hebben ze in juni dat jaar ook meteen in het grootste geheim hun jawoord gegeven.
Huidig (anno 2023):
Ulrike D'hauwer · Liam D'hert · Dorothee Dauwe · Tom De Cock · Jana De Wilde · Vincent Fierens · Yoren Linsen · Maxine Janssens · Nils Melckenbeeck · Loore Nelen · Regi Penxten · Jolien Roets · Emma Salden · Jan Thans · Maarten Vancoillie · Matthias Vandenbulcke · Paulien Van der Jeugt · Naomi Vanderpoorten · Vincent Vangeel · Liam Van Haverbeke · Dimitri Wouters
Voormalig (2001–2023):
Dorianne Aussems (2013–2014) · Rik Boey (2010–2013, 2015–2017) · Born (2015–2017) · Herbert Bruynseels (2001–2009) · Anke Buckinx (2007–2016) · Bab Buelens (2020) · Armin van Buuren (2021–2022) · Marcia Bwarody (2013–2017) · Joren Carels (2018–2020) · Séverine Champeaux (2013–2015) · Sam De Bruyn (2015–2020) · Erwin Deckers (2001–2008) · Jolien De Greef (2015) · Anneke De Keersmaeker (2002) · Felice Dekens (2011–2022) · Frederika Del Nero (2011–2012) · Nathalie Delporte (2001–2014) · Serge De Marre (2004–2015) · Eline De Munck (2012–2014) · Bart-Jan Depraetere (2001–2019) · Dries De Vis (2019–2020) · Inge De Vogelaere (2017–2020) · Sean Dhondt (2015–2023) · Elien D'hooge (2019–2021) · Yasmina El Messaoudi (2014–2015) · Evi Geysels (2010–2018) · Elizabeth Gesels (2016) · Violette Goemans (2015–2017) · Jenno Hallaert (2012–2015) · Wine Lauwers (2011–2019) · An Lemmens (2015–2019) · Kris Mannaerts (2006–2011) · Kristin Moers (2002–2003) · Marie Monballiu (2014–2021) · Sarah Mylle (2016–2020) · Johan Notebaert (2001–2002) · Wim Oosterlinck (2006–2020) · Sven Ornelis (2001–2016) · Hans Otten (2002–2003) · Xander Peeters (2011–2013) · Astrid Philips (2011–2014) · Elke Plancke (2012–2013) · Jarne Ponet (2023) · Alexandra Potvin (2001–2009) · Jarne Rediers (2021-2023) · Kürt Rogiers (2008–2015) · Thomas Rottier (2021-2023) · Carl Schmitz (2001–2014) · Elias Smekens (2013–2018) · Kenny Smet (2006–2011) · Toon Smet (2015–2018) · Sara Steegen (2011–2012) · Kenneth Stevens (2006–2016) · Loïc Thaler (2015-2016, 2018-2022) · Shalini Van den Langenbergh (2014–2018) · Julie Van den Steen (2021) · Joke van de Velde (2013–2015) · Elke Vanelderen (2005–2006) · Arne Vanhaecke (2015–2016) · Maureen Vanherberghen (2016–2023) · Elke Van Mello (2008–2010) · Francesca Vanthielen (2001–2002) · Erika Van Tielen (2006–2008) · Heidi Van Tielen (2015–2018) · Bjorn Verhoeven (2001–2012) · Peter Verhoeven (2001–2018) · Steffi Vertriest (2013–2015) · Kristien Wollants (2018–2020)